# Roure (Turim)
Roure é uma comuna italiana da região do Piemonte, província de Turim, com cerca de 966 habitantes. Estende-se por uma área de 59 km², tendo uma densidade populacional de 16 hab/km². Faz fronteira com Bussoleno, San Giorio di Susa, Mattie, Coazze, Fenestrelle, Perosa Argentina, Massello, Perrero.

## Demografia
| Variação demográfica do município entre 1861 e 2011                               |
|                                                                                   |
| Fonte: Istituto Nazionale di Statistica (ISTAT) - Elaboração gráfica da Wikipedia |